# Бекшаев, Кузьма Алексеевич
Кузьма Алексеевич Бекшаев — советский хозяйственный, государственный и политический деятель.

## Биография
Родился в 1921 году в селе Вертелим. Член КПСС.
Окончил Мордовский государственный университет.
Участник Великой Отечественной войны в составе 32-й танковой бригады
До 1941 года — учитель средней школы.
В 1945—1974 гг. — инструктор райкома, заведующий отделом, второй секретарь райкома КПСС, председатель райисполкома, первый секретарь Большеигнатовского
райкома КПСС, секретарь парткома колхозно-совхозного производственного управления, первый секретарь Ардатовского райкома КПСС.
Депутат Верховного Совета СССР 7-го созыва.
Умер в 2004 году.

## Награды
- Орден Отечественной войны II степени;
- Два ордена Трудового Красного Знамени.